# Damernas parhoppning i höga hopp i simhopp vid olympiska sommarspelen 2004
Damernas parhoppning i höga hopp i de olympiska simhoppstävlingarna vid de olympiska sommarspelen 2004 hölls den 16 augusti i Athens Olympic Sports Complex. 

## Medaljörer
| Event                          | Guld                       | Silver                                          | Brons                                    |
| Parhoppning 10 meter höga hopp | Lao Lishi och Li Ting Kina | Natalia Gontjarova och Julia Koltunova Ryssland | Blythe Hartley och Émilie Heymans Kanada |

## Resultat
| Placering | Simhoppare                              | Land       | Poäng  |
| --------- | --------------------------------------- | ---------- | ------ |
|           | Lao Lishi och Li Ting                   | Kina       | 352,14 |
|           | Natalia Gontjarova och Julia Koltunova  | Ryssland   | 340,92 |
|           | Blythe Hartley och Émilie Heymans       | Kanada     | 327,78 |
| 4         | Lynda Folauhola och Loudy Tourky        | Australien | 313,92 |
| 5         | Jashia Luna och Paola Espinosa          | Mexiko     | 307,74 |
| 6         | Annett Gamm och Nora Subschinski        | Tyskland   | 303,30 |
| 7         | Cassandra Cardinell och Sara Hildebrand | USA        | 302,22 |
| 8         | Eftihia Pappa och Florentia Sfakianou   | Grekland   | 272,40 |